# Springtime in Saginaw
Springtime in Saginaw – album Elvisa Presleya, składający się z koncertu z 3 maja 1977 w Saginaw. Wyjątkowo podczas tego występu piosenką otwarcia nie była „See See Rider”, lecz „That’s All Right”. W tym występie można było usłyszeć również zakończoną niepowodzeniem próbę „Big Boss Man”. Ostatni raz piosenka ta była wykonana na scenie przez Presleya 18 czerwca 1977.

## Lista utworów
1. "Also sprach Zarathustra"
2. "That’s All Right"
3. "Trouble"
4. "I Got a Woman – Amen"
5. "Love Me"
6. "Happy Birthday"
7. "Big Boss Man (intro only)"
8. "Hound Dog"
9. "Trying to Get to You"
10. "Jailhouse Rock"
11. "My Way"
12. "Little Sister"
13. "Teddy Bear – Don’t Be Cruel"
14. "Help Me"
15. "’O sole mio – It’s Now or Never"
16. "Love Me Tender"
17. "Why Me Lord"
18. "Poke Salad Annie"
19. "Introductions"
20. "Early Morning Rain
21. "Introductions"
22. "School Days"
23. "Danny Boy (Sherill Nielsen)"
24. "Walk with Me (Sherill Nielsen)"
25. "Mystery Train - Tiger Man"
26. "Can’t Help Falling in Love"
27. "Closing Vamp"